# Ópera de Süreyya
La Ópera de Süreyya (en turco: Süreyya Operası) también llamada Centro Cultural de Süreyya (Süreyya Kültür Merkezi), es una sala de ópera situada en el distrito de Kadıköy en Estambul, Turquía. El edificio fue diseñado por el arquitecto Kegam Kavafyan por orden de un diputado por Estambul Süreyya Ilmen. Se estableció originalmente en 1927 como el primer teatro musical en la parte asiática de Estambul. Sin embargo, debido a la falta de instalaciones y equipos apropiados en el teatro, las operetas nunca se realizaron. El lugar fue utilizado más bien como una sala de cine hasta que el edificio se sometió a una restauración funcional y fue abierto de nuevo como un teatro de ópera a finales de 2007.